# Красная Заря (Чувашия)
Кра́сная Заря́ (чув. Красная Заря) — посёлок в Ибресинском районе Чувашской Республики. Входит в состав Берёзовского сельского поселения.

## География
Находится в центральной части Чувашии на расстоянии приблизительно 11 км на юго-запад по прямой от районного центра посёлка Ибреси.

## История
Посёлок основан в 1933 при образовании колхоза «Красная Заря» для переселенцев из Порецкого и Вурнарского района. В конце 1940-х годов в посёлке было около 40 дворов. В 1939 году учтено было 300 жителей, в 1979 110. В 2002 году отмечено 32 двора, в 2010 — 42. Работал колхоз им. Жданова. С 1938 по 1948 год назывался посёлком им. 17 партсъезда.

## Население
Население составляло 86 человек (чуваши 70 %, русские 29 %) в 2002 году, 62 в 2010.